# 冈萨洛·奎波·德·里亚诺
冈萨洛·奎波·德·里亚诺·伊·谢拉（西班牙語：Gonzalo Queipo de Llano y Sierra；1875年2月5日—1951年3月9日），是西班牙陆军的军事领导人，中将，曾参加过西班牙内战，担任过西班牙共和军第一军区司令、总统军事参谋长。

## 外部連結
- 有关冈萨洛·奎波·德·里亚诺在德国经济学中央图书馆（ZBW）20世纪新闻档案中的剪报。